# Magenta (Francia)
Magenta è un comune francese di 1 777 abitanti situato nel dipartimento della Marna nella regione del Grand Est.
Il nome del comune è dedicato alla battaglia di Magenta

## Amministrazione

### Gemellaggi
- Magenta

## Società

### Evoluzione demografica
Abitanti censiti